# Amélia Ernestina Avelar
Amélia Ernestina Avelar César Ribeiro, (Madalena Ilha do Pico, 1 de maio de 1848 - Angra do Heroísmo, 13 de outubro de 1886) foi uma poetisa portuguesa.

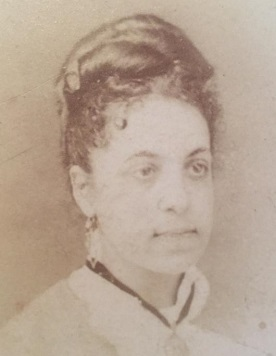
Amélia Ernestina Avelar Cesar Ribeiro

Filha de José Inácio Soares de Avelar e de Maria Aurora de Avelar. Integrada na “Escola Romântica”, corrente literária do final do século, seus poemas tomam formas sentimentais. Eles refletem basicamente seu tempo e suas ilhas queridas. Deixou um livro manuscrito, intitulado Ensaios Poéticos, onde inclui u dos mais belos poemas “O meu Pico”. Em 1870, sua obras, Flor de Giesta, Canto da Noite, A Saudade, Longa da Pátria e o Mar, chegam aos periódicos faialenses.

## Casamento
Romântica e sonhadora, com sua poesia espontânea, expõe com naturalidade a sua época. Em 26 de julho de 1878, casou com António Mariano César Ribeiro, então Coronel do Exército Português. Amélia acompanha o marido ao Ultramar, onde este serviu durante algum tempo na província de Angola, em Moçâmedes e na capital, Luanda. Dedicou grande parte da sua vida às letras e, aos doze anos, apresentava em público, as primeiras composições. Faleceu a 13 de outubro de 1886 em Angra do Heroísmo - Açores.

## Apreciações da obra
O poeta Osório Goulart assim escreve sobre sua obra: - “Foi uma poetisa que usou brilhantemente os adereços literários do seu tempo...”
O escritor Ernesto Rebelo, que foi contemporâneo de Amélia Avelar, no livro de sua autoria “Notas Açoreanas” tem a seguinte apreciação: - “Inspiram-na porém os mais doces sentimentos d´alma e porventura os esplêndidos panoramas que a natureza oferece naquela vulcânica ilha”.
O professor Ruy Galvão de Carvalho ao referir-se a ela diz: - “Os seus versos são reveladores de uma alma dotada dos mais doces sentimentos”. eu livro Ensaios Poéticos, está no acervo da Amazon. como naa Biblioteca Nacional de Lisboa.
O escritor, jornalista, natural das Lajes, Ilha do Pico, Açores, Ermelindo Ávila, (RIP 2018) escreveu sobre ela em seu blog. http://domeuretiro.blogspot.com/2008/12/poetas-do-pico.html
Tem sua biografia publicada na Wikipédia, Amélia Ernestina Avelar pelo tetraneto Emanuel David Avelar Goulart, http://asombradovulcao.blogspot.com/
Está inscrita como poetisa açoreana, no projeto, Faces de Eva. Centro de Estudos sobre a Mulher, que é uma unidade de investigação criada na Faculdade de Ciências Sociais e Humanas da Universidade Nova de Lisboa.
Em 2016 a RTP Açores. postou em seu site esta declamação do "Meu Pico". http://www.rtp.pt/.../o-meu-pico-ernestina-avelar-_50542
Faz parte do acervo literário da Amazon.com editado pelo tetraneto Emanuel David Avelar Goulart, https://www.amazon.com.br/Ensaios-Po%C3%A9ticos-Poemas-Ilha-Pico-ebook/dp/B07H5P4KFP